# Texarkana (Texas)
Texarkana és una població dels Estats Units a l'estat de Texas. Segons el cens del 2000 tenia 36.054 habitants. Com el seu nom indica, és una unitat dividida entre nos estats, Texas i Arkansas. L'altra meitat del municipi és Texarkana (Arkansas).

## Demografia
Segons el cens del 2000, Texarkana tenia 34.782 habitants, 15.105 habitatges, i 8.941 famílies. La densitat de població era de 562 habitants per km².
Dels 13.569 habitatges en un 31,5% hi vivien nens de menys de 18 anys, en un 42,5% hi vivien parelles casades, en un 19,3% dones solteres, i en un 34,1% no eren unitats familiars. En el 29,9% dels habitatges hi vivien persones soles el 12,1% de les quals corresponia a persones de 65 anys o més que vivien soles. El nombre mitjà de persones vivint en cada habitatge era de 2,42 i el nombre mitjà de persones que vivien en cada família era de 3,01.
Per edats la població es repartia de la següent manera: un 26% tenia menys de 18 anys, un 10% entre 18 i 24, un 27,6% entre 25 i 44, un 20,7% de 45 a 60 i un 15,7% 65 anys o més.
L'edat mediana era de 36 anys. Per cada 100 dones de 18 o més anys hi havia 84,4 homes.
La renda mediana per habitatge era de 29.727 $ i la renda mediana per família de 38.505 $. Els homes tenien una renda mediana de 34.155 $ mentre que les dones 21.143 $. La renda per capita de la població era de 17.815 $. Aproximadament el 19,4% de les famílies i el 24% de la població estaven per davall del llindar de pobresa.

## Personatges il·lustres
- Joshua Logan (1908 - 1988) director cinematogràfic[4]

## Poblacions més properes
El següent diagrama mostra les poblacions més properes.